# Виттенберг
Лю́терштадт-Ви́ттенберг (нем. Lutherstadt Wittenberg, н.-нем. Lutherstadt Wittenberg) — окружной город в Германии, в федеральной земле Саксония-Анхальт, на реке Эльба. Расположен в 100 км от Берлина и в 70 км от Лейпцига. В XVI веке являлся крупным центром культурной, научной и политической жизни Германии, ареной начала Реформации и местом деятельности Мартина Лютера, Филиппа Меланхтона и Лукаса Кранаха, а также семьи известных средневековых юристов Карпцовов. Местные достопримечательности: дом Лютера, дом Меланхтона и замковая церковь (Шлосскирхе, нем. Schlosskirche) внесены в Список мирового культурного наследия ЮНЕСКО. Являлся центром княжества Саксен-Виттенбергского, в XVI веке в Виттенберге находилась резиденция курфюрста Саксонского.
В городе развита химическая, резиновая, электротехническая промышленность. Имеется Галле-Виттенбергский университет. Виттенберг впервые упоминается в 1180 году.

## История
Первое упоминание о Виттенберге относится к 1180 году, как о поселении фламандских колонистов под властью Дома Асканиев. В 1260 году оно стало резиденцией герцогов Саксен-Виттенбергских, в 1293 году получило права города. В последующие века из-за своего расположения город стал важным торговым центром.
С пресечением Дома Асканиев Саксония-Виттенберг перешёл к Дому Веттинов. В конце XV века Виттенберг стал важным политическим и культурным центром региона, когда в нём размещалась резиденция курфюрста Саксонского Фридриха III Мудрого. Город расширялся; в период с 1486 по 1490 год был построен второй мост через Эльбу, а с 1496 по 1506 год — дворцовая церковь (Шлосскирхе), тогда же был перестроен замок.
В 1502 году был основан Виттенбергский университет, ставший домом для таких мыслителей, как Мартин Лютер (профессор богословия с 1508 года), и Филипп Меланхтон (профессор греческого языка с 1518 года). 31 октября 1517 года Лютер составил и отправил в письменном виде архиепископу Майнцскому и епископу Бранденбургскому 95 тезисов против продажи индульгенций, что стало началом Реформации.
Согласно мемориальной доске на Коллегиенштрассе, с 1525 по 1532 год в Виттенберге жил доктор Иоганн Фауст, послуживший впоследствии прототипом главного героя трагедии И. В. Гёте «Фауст».
В 1760 году во время Семилетней войны Виттенберг, оккупированный прусскими войсками, подвергся обстрелу Австрии. Историческая Замковая церковь во время этих событий была полностью разрушена. Существующие сейчас Замковая Церковь представляют собой реконструкцию XIX века.
В 1806 году город был захвачен французами. В 1813 году городские укрепления были перестроены по приказу Наполеона. В том же году Наполеон закрыл Виттенбергский университет.

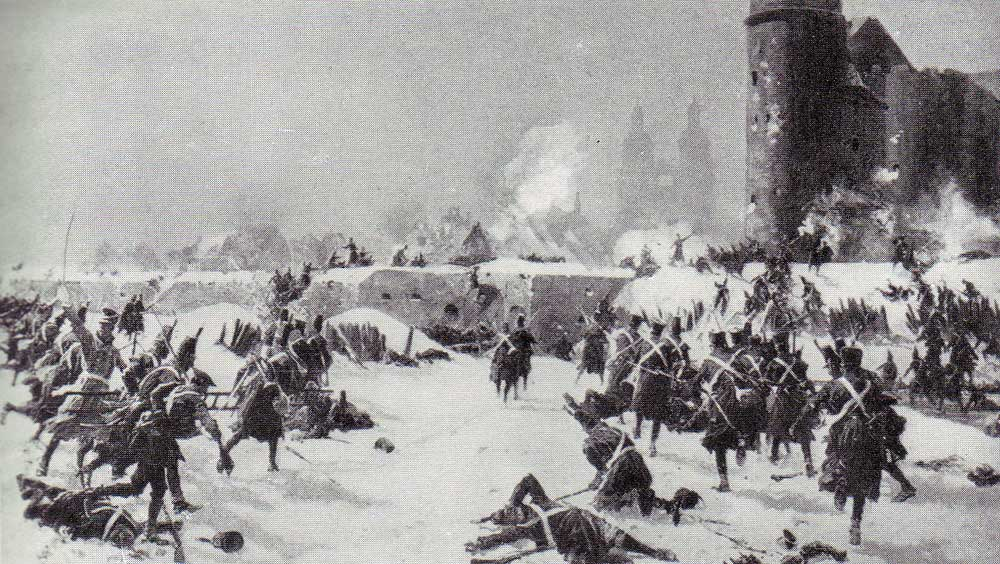
Штурм Виттенберга прусскими войсками 30.01.1814

В 1814 году город был взят прусскими войсками под командованием Тауенцина, получившего в честь этого события титул «фон Виттенберг». Также в честь этого события названа площадь Виттенбергплац в Берлине. Деятельность бывшего Виттенбергского университета была перенесена в город Галле, а ещё через три года он был объединён с Университетом Галле в один Галле-Виттенбергский университет.
В 1815 году Виттенберг вошёл в состав Пруссии (провинция Саксония). Он оставался крепостью третьего класса вплоть до реорганизации немецких войск с основанием Германской империи в 1871 году. В 1873 году укрепления Виттенберга были уничтожены.
В 1922 году было принято решение о переименовании города в Лютерштадт-Виттенберг, однако из-за ряда формальностей это переименование произошло лишь в 1938 году. В настоящее время именно это название города является официальным.
При национал-социалистах произошёл случайный взрыв 13 июня 1935 года на заводе взрывчатых веществ Райнсдорфер, повлёкший за собой множество смертей. В том же году была построена фабрика Арадо, для чего использовался рабский труд, в том числе заключённых женщин из концлагеря Равенсбрюк. В 1936 году в Виттенберге размещался гарнизон вермахта. Во время «Хрустальной ночи» 1938 года в Виттенберге прошли погромы еврейских магазинов и квартир, затем евреи были депортированы.
Во время Второй мировой войны Виттенберг, в отличие от многих исторических немецких городов, практически не пострадал. Популярная легенда гласит, что на статуях Лютера и Меланхтона на исторической Рыночной площади остались следы от советских пуль, однако во время городских боёв в 1945 года статуя Лютера находилась не в Виттенберге, а в нескольких километрах к северу от города. Репутация Виттенберга как города, совершенно не подвергавшегося бомбардировкам, не совсем точна — в его окрестностях находилась фабрика Арадо, производившая авиационные запчасти для Люфтваффе. На этой фабрике использовался принудительный труд евреев, советских военнопленных, политических заключенных, а также нескольких американских военнопленных. Около тысячи из них погибли во время англо-американских бомбардировок. Также в 1944 году во время бомбардировок пострадали несколько домов и вокзал, а в 1945 году, перед появлением советских войск, был взорван мост через Эльбу.

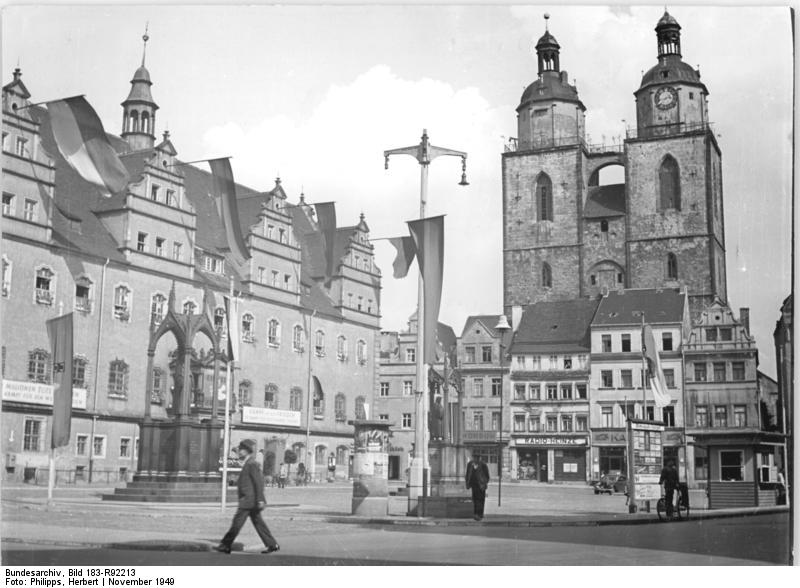
Рыночная площадь, Ратуша, Городская церковь, 1949

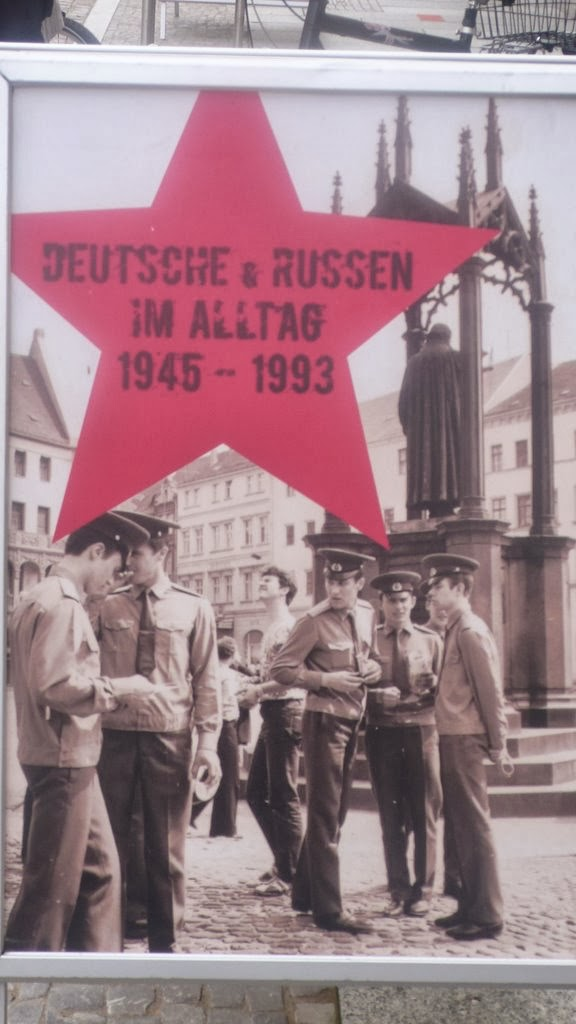
Советские солдаты в Виттенберге (современный немецкий плакат)

26 апреля 1945 года Виттенберг был занят Красной армией (РККА), и с образованием в 1949 году ГДР вошёл в её состав. Советские власти проводили политику денацификации, организовали в Виттенберге работы по восстановлению взорванного моста через Эльбу силами инженерных войск РККА. В послевоенные годы произошла массовая миграция в город немецких беженцев из потерянных для Германии территорий к востоку от Одера-Нейсе, а также из Судетов (см. также Изгнание немцев из Чехословакии), что вызвало сильную нехватку жилья. В 1957—1963 велось активное жилищное строительство. В декабре 1990 года в рамках Горбачёвского «одностороннего вывода советских войск» из Виттенберга был выведен 55-й гвардейский танковый полк из состава 7-й гвардейской танковой дивизии ВС СССР.
В 1989 году Виттенберг присоединился к массовым протестам, продолжавшимся вплоть до сноса Берлинской стены. С объединением Германии в 1990 году город вошёл в ФРГ, что повлекло массовое закрытие предприятий, высокий уровень безработицы и исход из города многих жителей, особенно молодёжи. В рамках программы по выравниванию уровня жизни бывшей Восточной и бывшей Западной Германии власти ФРГ обновили транспортную и туристическую инфраструктуру Виттенберга.
Окончательный вывод советских войск из города состоялся в 1993 году.

## Основные достопримечательности
К числу главных туристических достопримечательностей города Лютерштадт Виттенберг относится Церковь Всех Святых, или Замковая церковь (Шлосскирхе), построенная в период 1496—1506 годов. К дверям её главного входа, которые использовались как доска объявлений, Мартин Лютер прикрепил свои 95 тезисов в 1517 году. Церковь была серьёзно повреждена в 1760 году во время Семилетней войны, затем перестраивалась, а окончательно восстановлена была в период 1885—1892 годов. Исторические деревянные двери, к которым Лютер прикрепил свои тезисы, сгорели в 1760 году. В 1858 году заменены на бронзовые двери, на которых отлит текст 95 тезисов на латыни.
К XIV веку относится виттенбергская городская церковь Святой Марии (Штадткирхе), в которой часто проповедовал Лютер.
На окраине исторического Старого города расположен «дуб Лютера», посаженный на месте, где Лютер сжёг в 1520 году папскую буллу о своём отлучении от церкви. Это событие произошло рядом с бывшими городскими Эльстерскими воротами.
Комплекс промышленных зданий бывшей фабрики швейных машин постройки 1903 года признан историческим памятником инженерно-архитектурного искусства Германии.

### Галерея

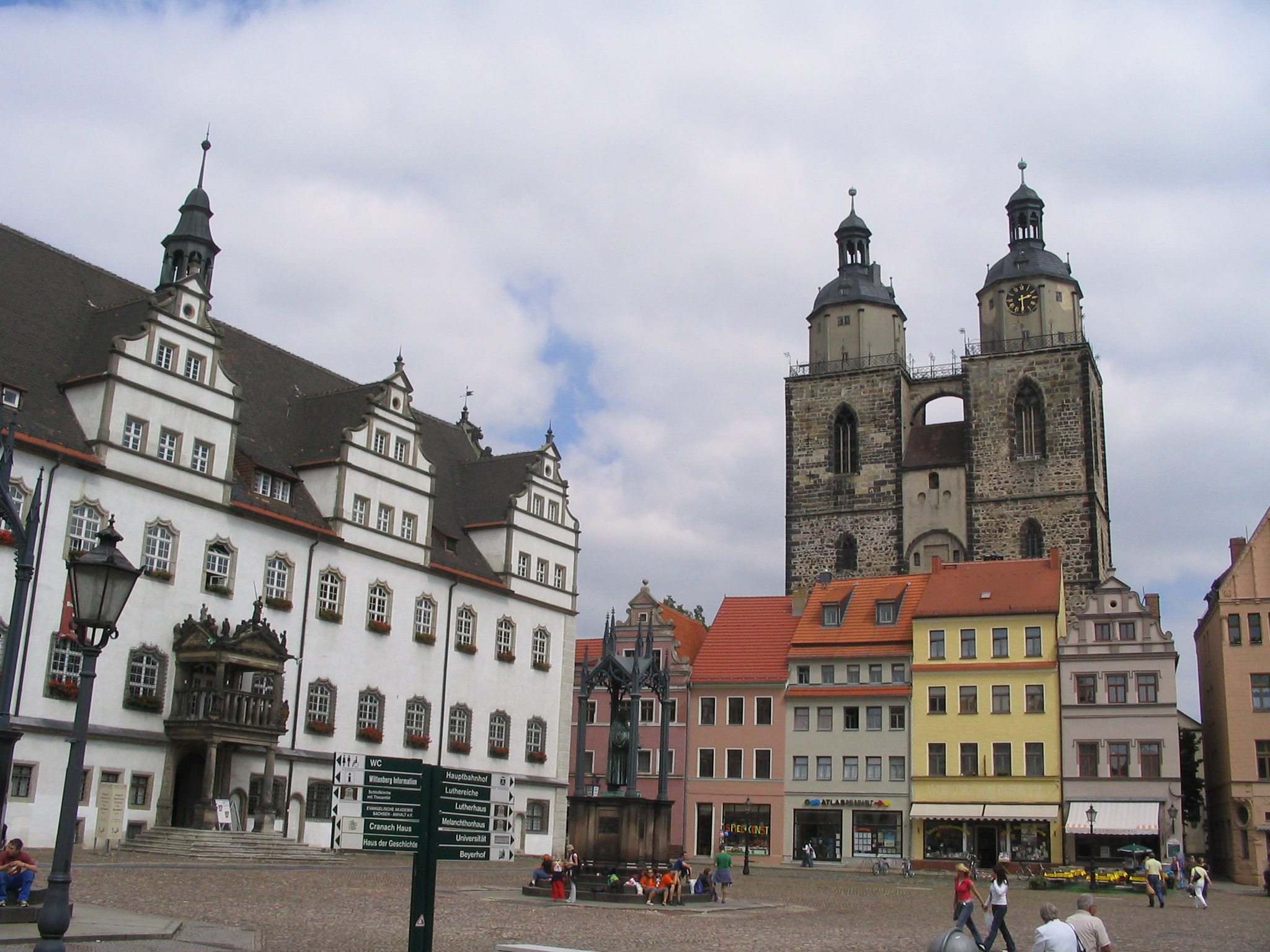
Виттенберг (Лютерштадт), Рыночная площадь
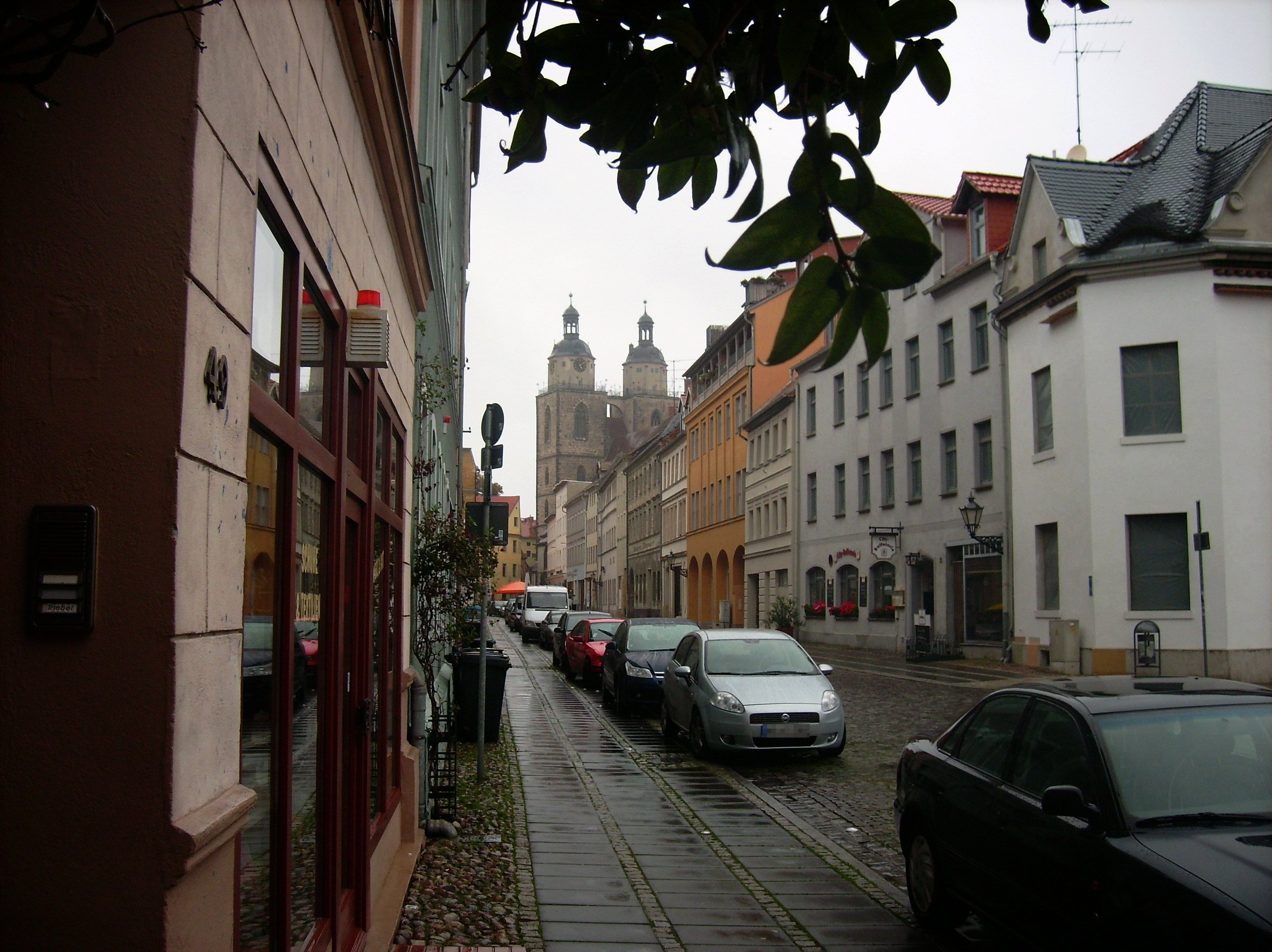
Виттенберг, старый город
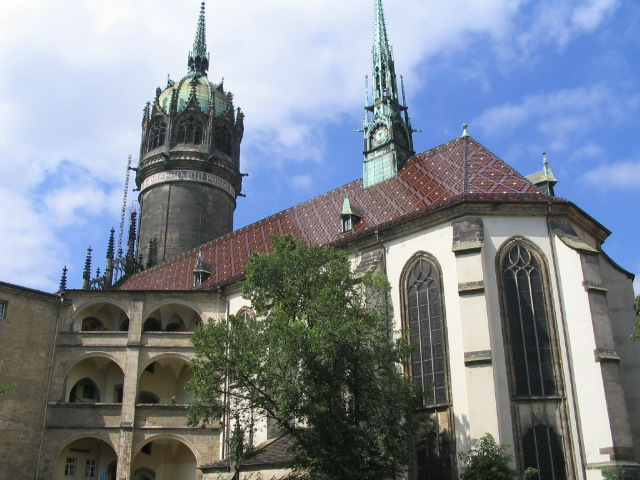
Церковь всех святых
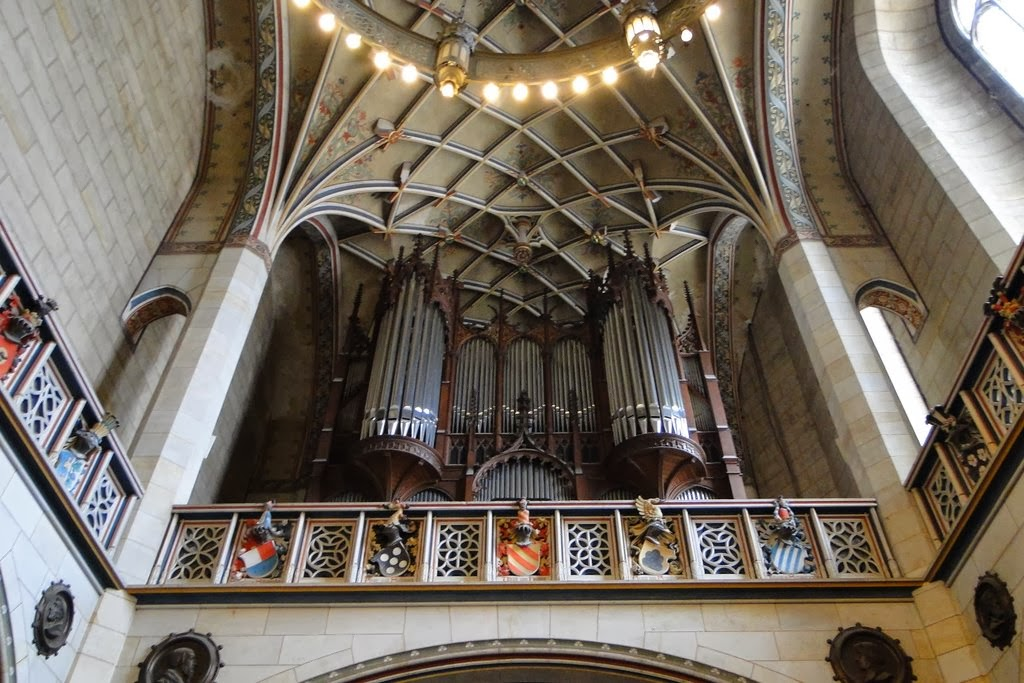
Замковая церковь
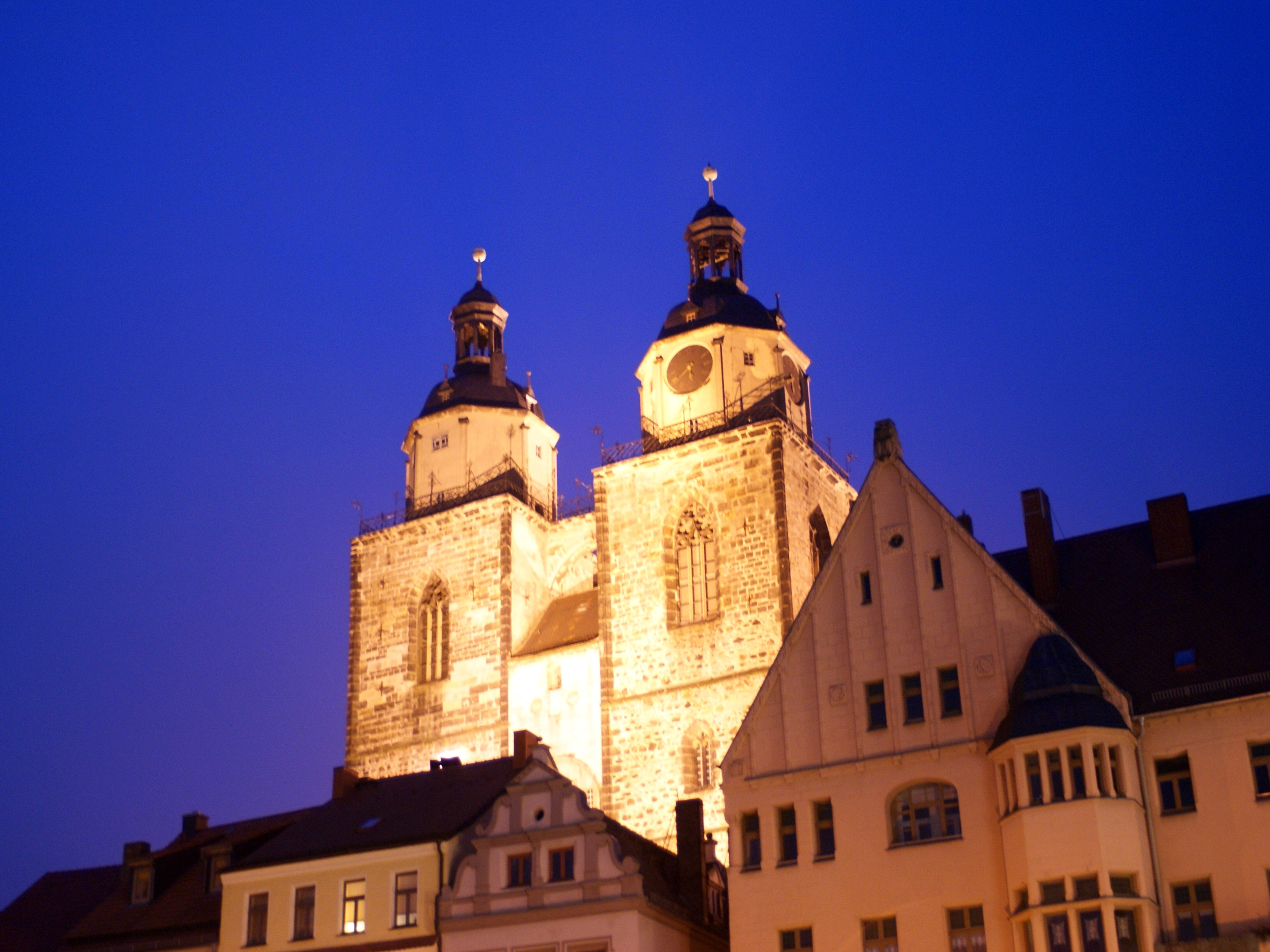
Городская церковь
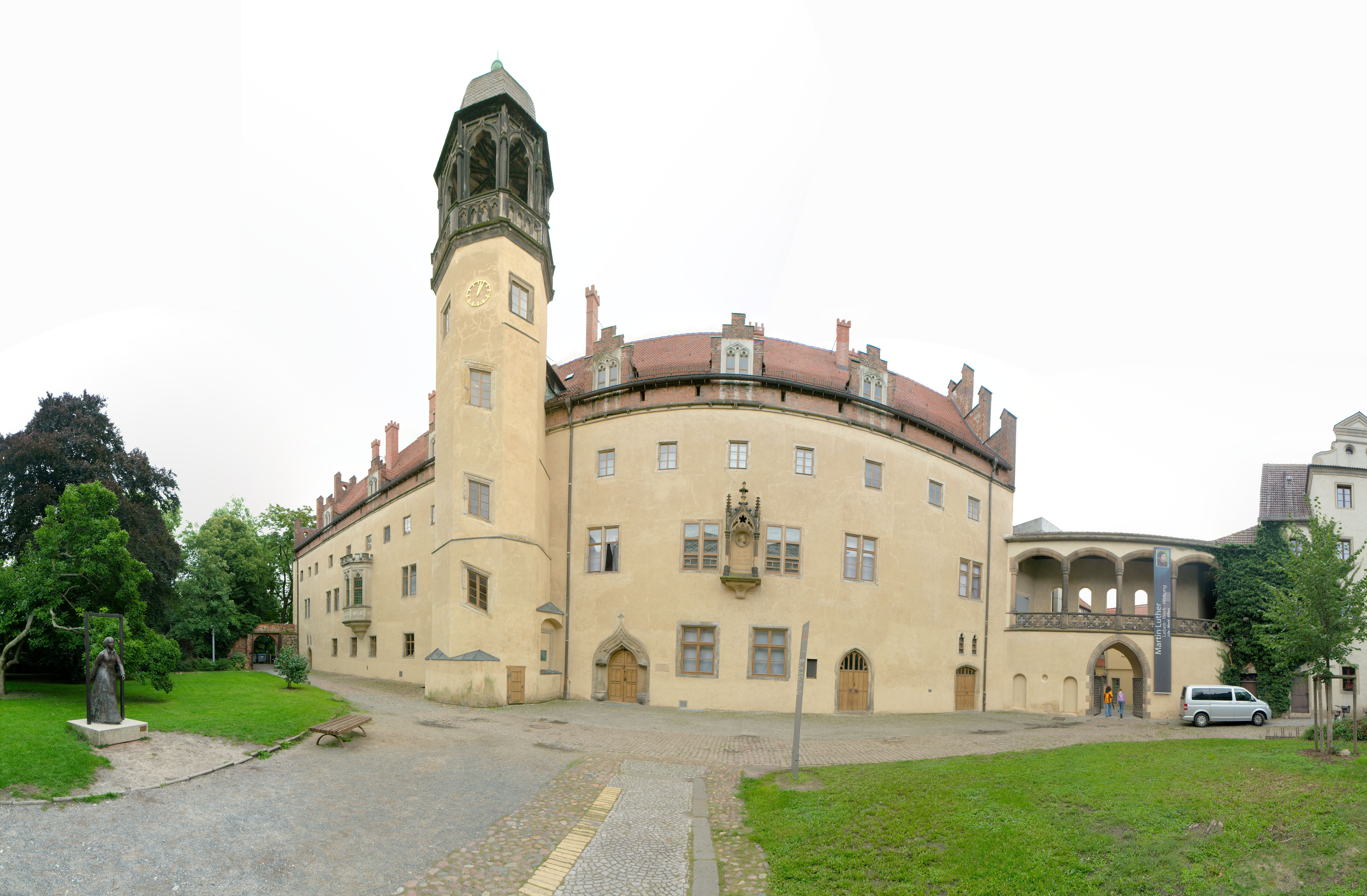
Аугюстеум и Дом Лютера
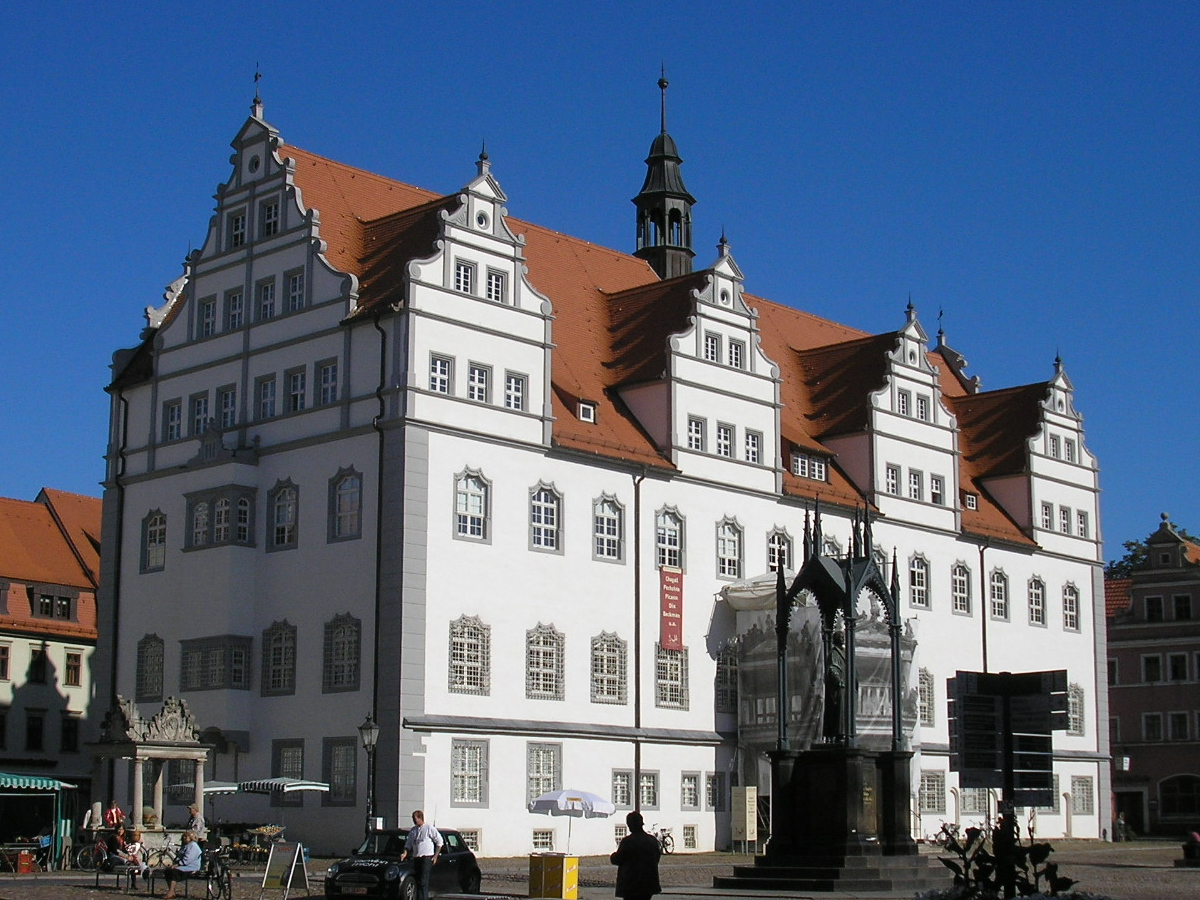
Ратуша и Мемориал Лютера на рынке
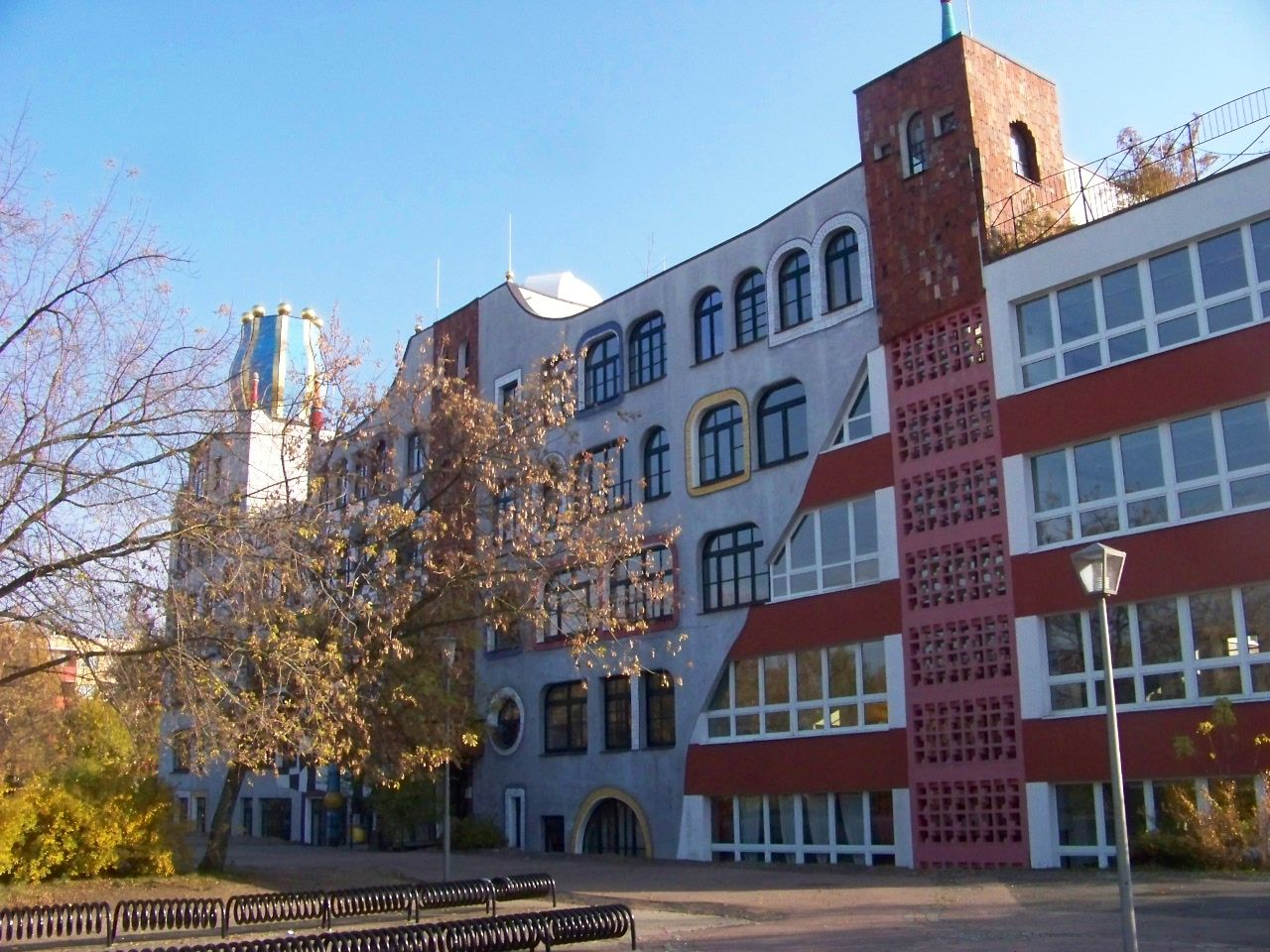
Friedensreich Hundertwasser
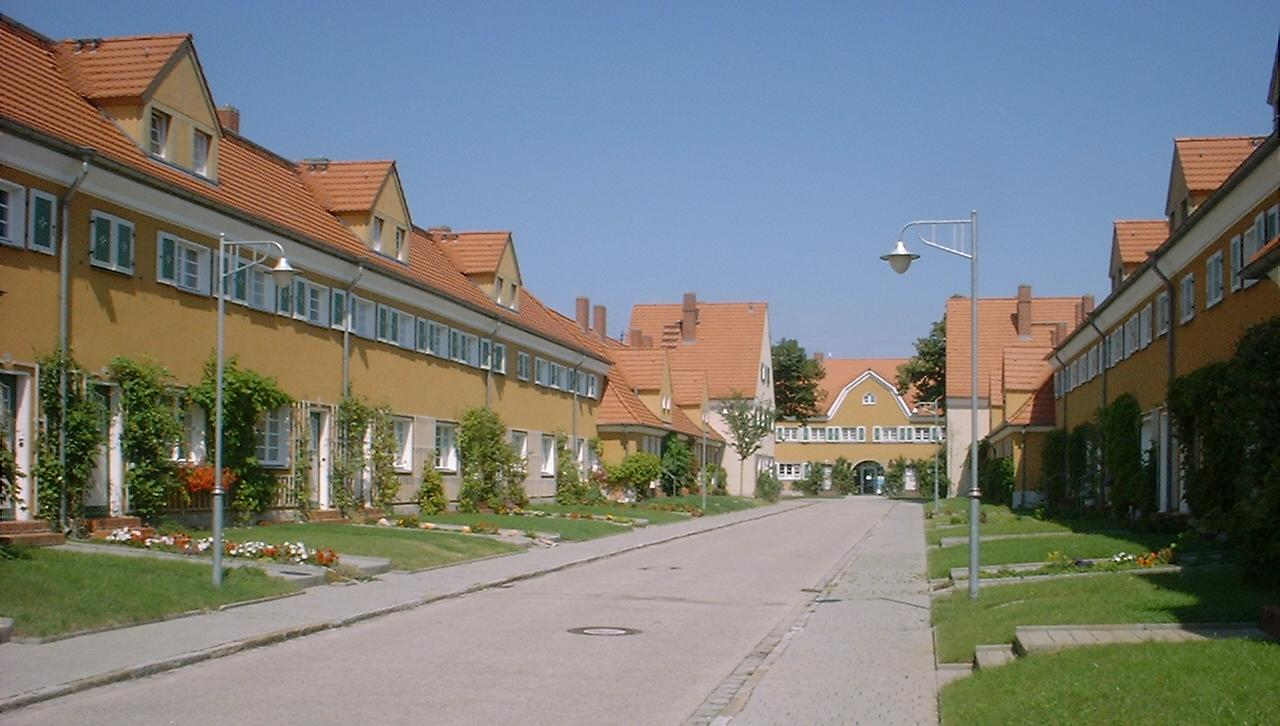
Фабричное поселение города
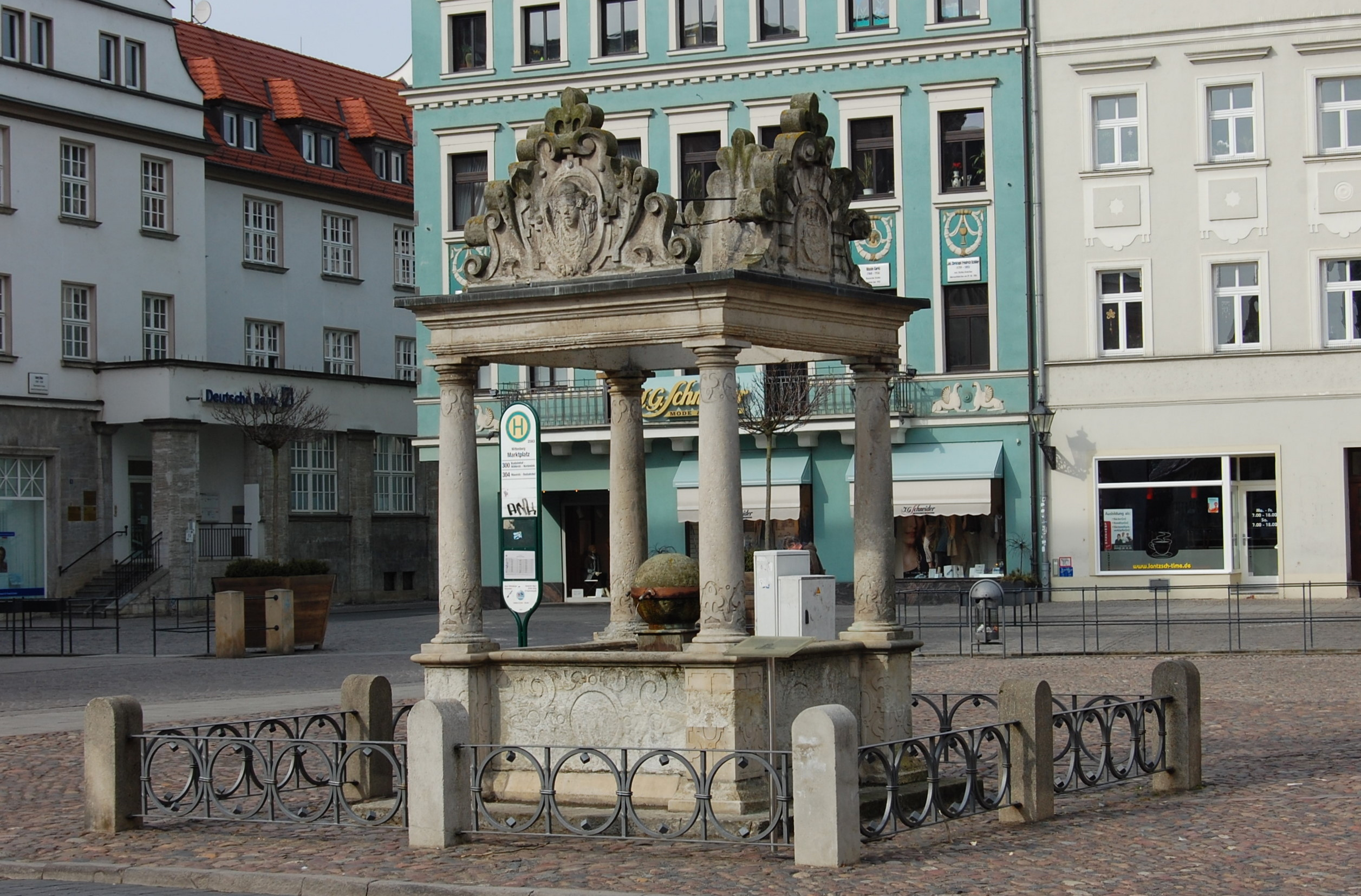
Фонтан на рыночной площади
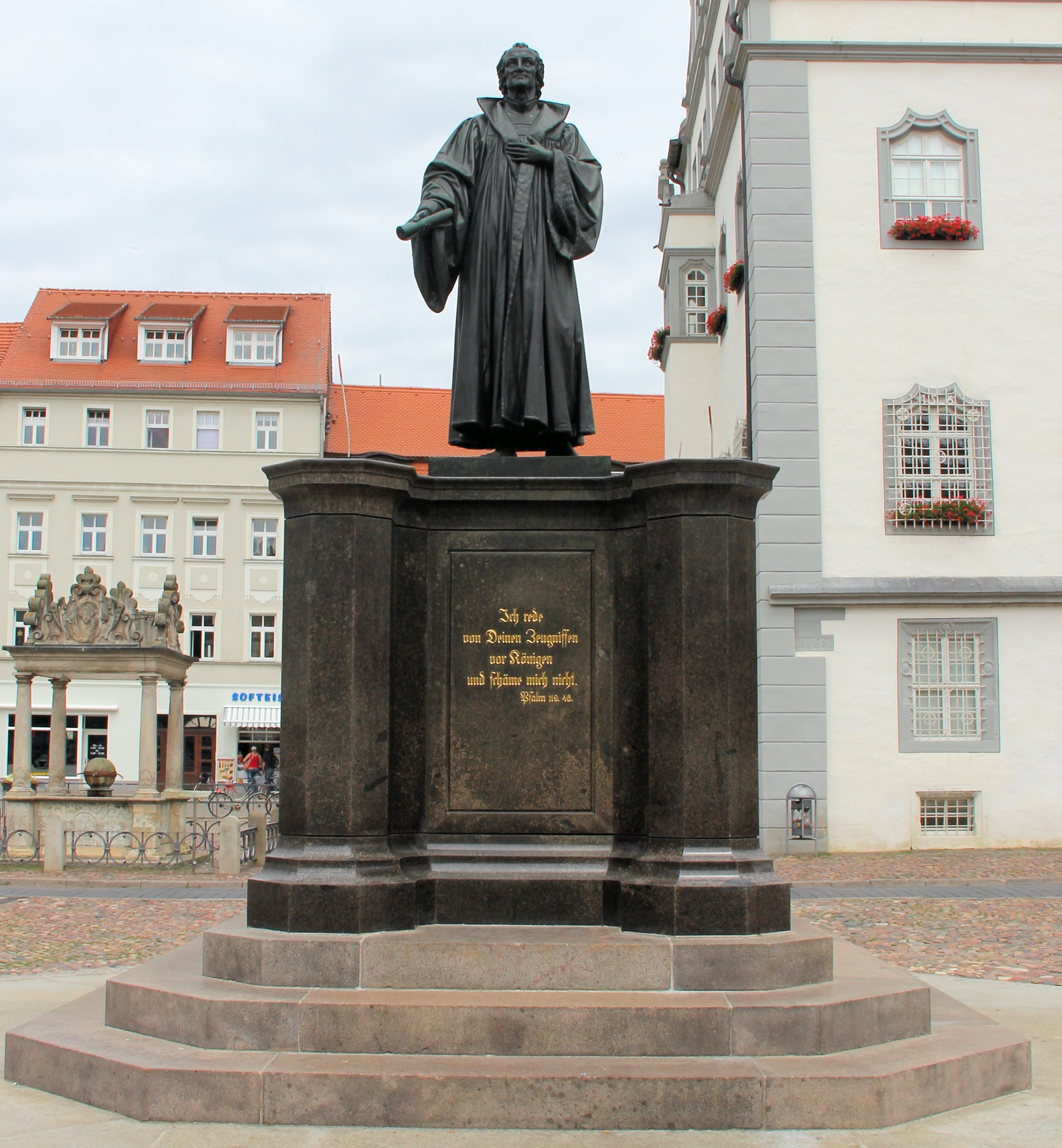
Филипп Меланхтон
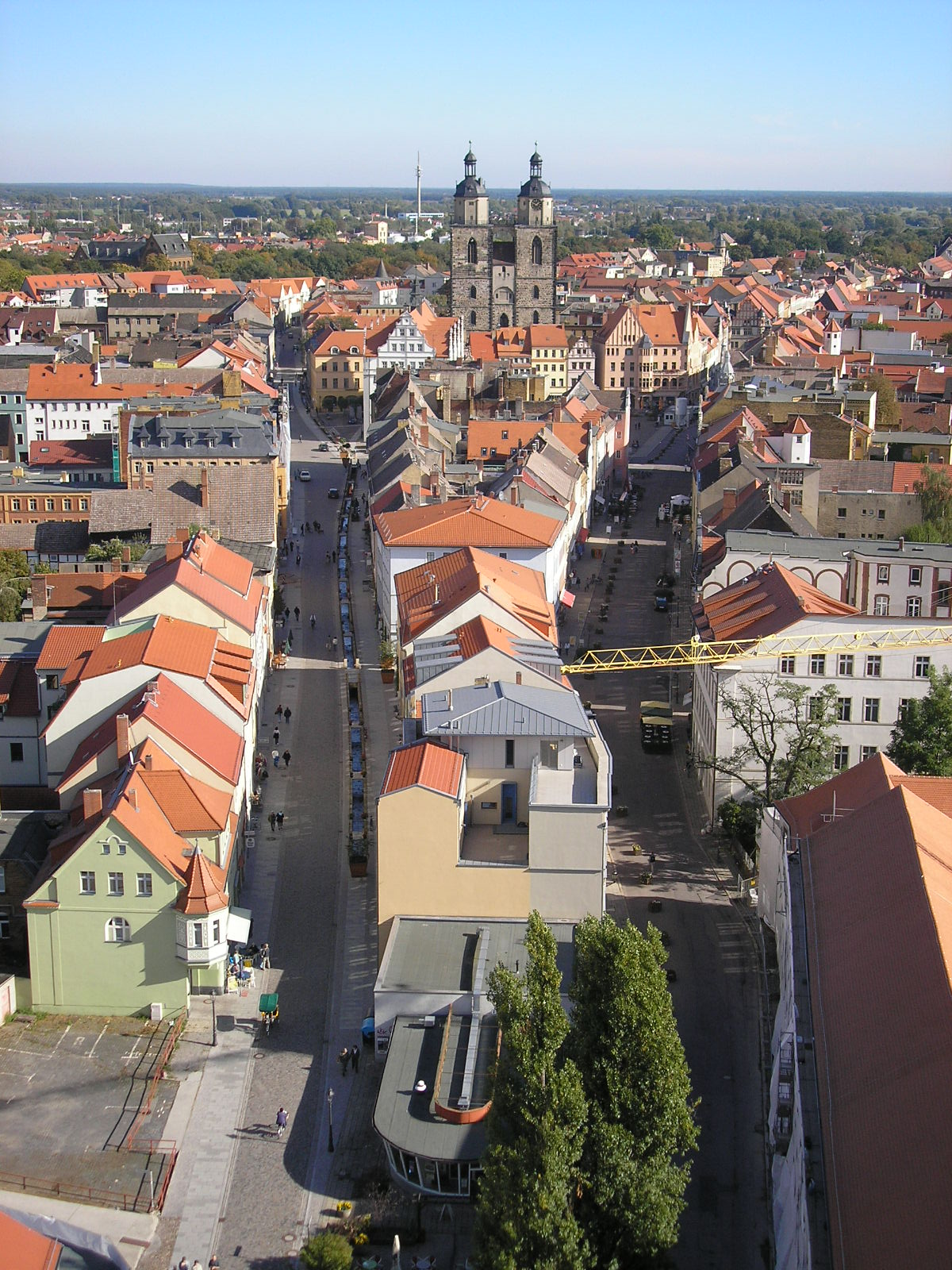
Вид старого города Виттенберга

## Климат
Среднегодовая температура +8,7 градусов Цельсия. Январь −0,8; апрель +7,9; июнь +16,6; сентябрь +14; декабрь +0,8.
Осадки 563 мм.

## Население
| Год  | Население |
| ---- | --------- |
| 1500 | 2000      |
| 1532 | 4500      |
| 1791 | 4860      |
| 1792 | 4703      |
| 1793 | 4662      |
| 1794 | 4617      |
| 1814 | 4727      |
| 1826 | 6725      |
| 1834 | 8107      |
| 1846 | 10 283    |

| Год  | Население |
| ---- | --------- |
| 1875 | 12 479    |
| 1880 | 13 448    |
| 1885 | 13 836    |
| 1890 | 14 443    |
| 1895 | 16 479    |
| 1900 | 18 345    |
| 1905 | 20 331    |
| 1910 | 22 419    |
| 1925 | 24 160    |
| 1939 | 35 130    |

| Год  | Население |
| ---- | --------- |
| 1946 | 41 304    |
| 1950 | 49 852    |
| 1964 | 46 828    |
| 1971 | 47 323    |
| 1981 | 53 874    |
| 1989 | 51 754    |
| 1990 | 49 682    |
| 1995 | 53 207    |
| 2000 | 49 643    |
| 2005 | 47 805    |

| Год  | Население |
| ---- | --------- |
| 2008 | 47 695    |
| 2010 | 49 496    |

## Города-побратимы
- Гёттинген, Германия, с 1988
- Бреттен, Германия, с 1990
- Спрингфилд, Огайо, США, с 1995
- Бекешчаба, Венгрия, с 1999
- Хадерслев, Дания, с 2004